# Xiwang Wan
Xiwang Wan  (chinesisch 希望湾 ‚Bucht der Hoffnung‘) ist eine kleine Bucht an der Ingrid-Christensen-Küste des ostantarktischen Prinzessin-Elisabeth-Lands. Sie liegt östlich des Shuangfeng Shan am nördlichen Ende der Halbinsel Xiehe Bandao.
Chinesische Wissenschaftler benannten sie 1989 im Zuge von Vermessungs- und Kartierungsarbeiten.